# Allsvenskan 1970
L'edizione 1970 del campionato di calcio svedese (Allsvenskan) vide la vittoria finale del Malmö FF.
Capocannoniere del torneo fu Bo Larsson (Malmö FF), con 16 reti.

## Classifica finale
|    | Classifica     | G  | V  | N | P  | GF | GS | Punti |
| -- | -------------- | -- | -- | - | -- | -- | -- | ----- |
| 1  | Malmö FF       | 22 | 11 | 7 | 4  | 30 | 20 | 29    |
| 2  | Åtvidaberg     | 22 | 12 | 4 | 6  | 40 | 29 | 28    |
| 3  | Djurgården     | 22 | 8  | 8 | 6  | 35 | 29 | 24    |
| 4  | Elfsborg       | 22 | 8  | 8 | 6  | 30 | 31 | 24    |
| 5  | Hammarby       | 22 | 8  | 7 | 7  | 33 | 32 | 23    |
| 6  | IFK Norrköping | 22 | 7  | 8 | 7  | 33 | 22 | 22    |
| 7  | Öster          | 22 | 7  | 7 | 8  | 29 | 30 | 21    |
| 8  | Örebro         | 22 | 9  | 2 | 11 | 31 | 24 | 20    |
| 9  | AIK            | 22 | 7  | 6 | 9  | 17 | 24 | 20    |
| 10 | Örgryte        | 22 | 6  | 8 | 8  | 25 | 35 | 20    |
| 11 | IFK Göteborg   | 22 | 6  | 5 | 11 | 28 | 36 | 17    |
| 12 | GAIS           | 22 | 5  | 6 | 11 | 27 | 46 | 16    |

### Verdetti
- Malmö FF campione di Svezia 1970.
- IFK Göteborg e GAIS retrocesse in Division 2.